# Дормидонтов, Григорий Фёдорович
Григо́рий Фёдорович Дормидо́нтов  (30 сентября 1852, Городищи — 1919) — профессор римского права, декан юридического факультета, последний ректор Императорского Казанского университета (1909—1917).

## Биография
Сын чиновника, родился в 1852 году 30 сентября в Городищах Пензенской губернии. Воспитанник Городищенского уездного училища, Пензенской гимназии. Окончил юридический факультет Казанского университета со степенью кандидата (1876). С сентября 1876 по 1 апреля 1879 года оставался при университете для приготовления к профессорскому званию по кафедре гражданского судопроизводства. С 22 сентября 1879 по 8 декабря 1880 года служил в должности помощника библиотекаря университета. В том же году сдал экзамены на степень магистра гражданского права, готовясь по указанию своих руководителей профессоров Кремлева и Осипова, к преподаванию по кафедре иностранных законодательств, для чего 15 ноября 1880 года был вновь оставлен при университете своекоштным профессорским стипендиатом, на один год, и затем 12 октября 1881 года командирован на два года за границу с учёной степенью.
Во время нахождения в ученой командировке Дормидонтов слушал в Лейпциге в течение двух семестров лекции римского и обще-немецкого частного права и занимался сначала в Лейпциге, а потом в Берлине, главным образом сравнительно историческим изучением институтом частного права по древним и новым законодательствам, особенно останавливаясь над изучением истории этих институтов в праве римском. После возвращения в Казань в 1883 году, ввиду предстоящего упразднения кафедры истории иностранных законодательств, принял предложения профессора Кремлева, переходившего в этом году на Демидовский юридический лицей, баллотироваться в доценты по кафедре римского права и был избран советом университета на эту должность 8 октября 1883 года. 1 октября 1884 года при введении в действие нового университетского устава, утвержден экстраординарным профессором по кафедре римского права.
С 1884 по 1889 он состоял редактором юридического отдела ученых записок Казанского университета и принимал деятельное участие в решении вопроса о преобразовании ученых записок в ежемесячное общеуниверситетское издание. В 1886 году был назначен секретарем совета юридического факультета и занимал эту должность до 18 сентября 1896 года когда он был назначен деканом факультета. С октября 1890 года после смерти профессора Степанова, по поручению факультета принял на себя заведование специальной библиотекой и читальной юридического факультета. После защиты докторской диссертации 25 сентября 1895 года под заглавием: Классификация явлении юридического быта, относимых к области применения фикции и по удостоении степени доктора гражданского права 30 ноября того же года утвержден ординарным профессором по занимаемой им кафедре. С января 1887 года по 1893 года Дормидонтов неоднократно получал, по представлению факультета, поручение преподавать по вакантной кафедре международного права. В 1898-99 году преподавал по вакантной кафедре торгового права. С начала 1899—1900 ежегодно читал необязательный курс гражданского права прибалтийских губерний.
Министерством народного просвещения Дормидонтов был трижды отправлен в командировку председателем испытательных юридических комиссии в города Юрьев, Москва и Одесса, затем он дважды назначался председателем этой же комиссии в Казани. В 1902 году по назначению министерства народного просвещения он был назначен членом комиссии по пересмотру университетского устава, но нужды факультетского преподавания заставили его вернуться в Казань. С 1909 по 1917 год был ректором Казанского университета. Скончался в 1919 году.

## Труды
- Об ответственности наследников по обязательствам оставителя наследства : Исслед. Г. Дормидонтова. Вып. 1- Казань : Унив. тип., 1881—1882
- К вопросу о влиянии законов о наследстве на распределение недвижимой собственности : (Замечания на соч. бреславльск. проф. А. Миасковского: Das Erbrecht und die Grundeigentumsvertheilung im deutschen Reiche) / [Соч.] Г. Дормидонтова Казань : тип. Имп. ун-та, 1885
- Классификация явлений юридического быта, относимых к случаям применения фикций : Исслед. Г. Ф. Дормидонтова : [Дис.] Казань : типо-лит. Имп. ун-та, 1895
- Предполагаемая реформа русского наследственного права : Речь, произнес. на годич. торжеств. заседании Сов. Имп. Казан. ун-та орд. проф. Г. Ф. Дормидонтовым Казань : типо-лит. Имп. ун-та, 1903
- Система римского права : Конспект лекций проф. Казан. ун-та Г. Ф. Дормидонтова Казань : студенч. изд., 1909
- Речь, сказанная ректором Императорского Казанского университета, засл. орд. пр. Григорием Федоровичем Дормидонтовым на похоронах поч. члена Императорского Казанского университета, засл. орд. пр. Николая Александровича Кремлева Казань : Типо-лит. Имп. ун-та, 1910
- Система римского права / Общая часть / [Соч.] Заслуж. проф. Имп. Казан. ун-та Г. Ф. Дормидонтова Казань : Студенч. изд., 1910
- Система римского права : Обязательств. право : Конспект лекций проф. Казан. ун-та Г. Ф. Дормидонтова Казань : студенч. изд., [1912]
- Система римского права : Вещное право / [Соч.] Заслуж. проф. Имп. Казан. ун-та Г. Ф. Дормидонтова Казань : студенч. изд., 1913
- Система римского права : Наследств. право / Г. Ф. Дормидонтов, заслуж. орд. проф. Имп. Казан. ун-та Казань : Студенч. изд., 1915
- Система римского права : Семейн. право / Г. Ф. Дормидонтов, заслуж. орд. проф. Имп. Казан. ун-та Казань : Студенч. изд., 1915

## Адреса
- Казань, угол Бассейной и Малой Красной улиц, дом Степановой[2].
- Казань, Большая Лядская улица, дом Крупенникова[3][4].
- Казань, Воскресенская улица, здание университета[5].